# Рафаел Толой
Рафаел Толой (на португалски: Rafael Tolói) е бразилско-италиански футболист, защитник на Сао Пауло.

## Кариера

### Гояш
Толой започва да тренира в школата на Гояш и помага на клуба си да спечели Кампеонато Гояно през 2009 г. Изиграва 17 мача в Серия Б за Гояш и вкарва два гола. Достига финалите на Копа Судамерикана през 2010 г. със зеления екип.

### Сао Пауло
На 5 юли 2012 г. ФК Сао Пауло привлича Толой, като защитникът подписва петгодишен договор. Той вкарва първия си гол за Сао Пауло на 25 юли 2012 г. в мач срещу Атлетико Гояниензе.
На 3 август 2013 г. вкарва гола, който потвърждава титлата на Еузебио Къп за Сао Пауло при победата с 2:0 срещу Бенфика Лисабон.

### Рома
На 31 януари 2014 г. Толой е даден под наем на италианския Рома за остатъка от сезон 2013/14 срещу 500 000 евро. Договорката включва опция за закупуване на обща стойност от €5,5 милиона. Той дебютира за „джалоросите“ при победата им с 2:1 срещу ФК Торино на 25 март 2014 г., като изиграва пълните 90 минути на мястото на наказания Меди Бенатия.

### Аталанта
На 26 август 2015 г. Толой преминава в Аталанта за 3,5 милиона евро. Той дебютира на 13 септември при равенство 2:2 в срещу Сасуоло, заменяйки Джанпаоло Белини в 80-та минута. Във втория си мач, единадесет дни по-късно вкарва единствения гол за победата с 1:0 над ФК Емполи.
На 22 февруари 2018 г. Толой отбелязва гол за първи път в турнирите на УЕФА срещу Борусия Дортмунд в 1/32-финалите на Лига Европа.
Толой става капитан на Аталанта през сезон 2020/21, след напускането на Папу Гомес.

## Успехи

### Отборни
Гояш
- Кампеонато Гояно: 2009, 2012

Сао Пауло
- Копа Судамерикана: 2012

### Национален отбор
Италия
- Европейско първенство по футбол: 2020

### Ордени
-  5-та степен / Рицарски: Орден за заслуги пред италианската република: 2021